# Grand Prix-seizoenen 1940-1945
De Grand Prix-seizoenen 1940 tot en met 1945 werden verreden tijdens de Tweede Wereldoorlog en telden om die reden erg weinig races, die voornamelijk plaatsvonden in Zuid-Amerika. De eerste naoorlogse race werd verreden in Parijs, kort na het einde van de oorlog.

## Kalender

### 1940
| Datum  | Land     | Racenaam                 | Circuit    | Winnaar               | Constructeur | Verslag |
| ------ | -------- | ------------------------ | ---------- | --------------------- | ------------ | ------- |
| 12 mei | Brazilië | Grand Prix van São Paulo | Interlagos | Arthur Nascimento jr. | Alfa Romeo   | Verslag |

### 1941
| Datum        | Land       | Racenaam                      | Circuit   | Winnaar       | Constructeur | Verslag |
| ------------ | ---------- | ----------------------------- | --------- | ------------- | ------------ | ------- |
| 28 september | Brazilië   | Grand Prix van Rio de Janeiro | Gávea     | Chico Landi   | Alfa Romeo   | Verslag |
| 23 november  | Argentinië | Grand Prix van Buenos Aires   | Costanera | José Canziani | Alfa Romeo   | Verslag |

### 1942
| Datum   | Land       | Racenaam                    | Circuit   | Winnaar       | Constructeur | Verslag |
| ------- | ---------- | --------------------------- | --------- | ------------- | ------------ | ------- |
| januari | Argentinië | Grand Prix van Buenos Aires | Costanera | José Canziani | Alfa Romeo   | Verslag |
| 3 mei   | Argentinië | Grand Prix van Santa Fe     | Santa Fe  | Oldemar Ramos | Alfa Romeo   | Verslag |

### 1943-1944
Geen Grands Prix verreden

### 1945
| Datum       | Land      | Racenaam   | Circuit          | Winnaar             | Constructeur | Verslag |
| ----------- | --------- | ---------- | ---------------- | ------------------- | ------------ | ------- |
| 9 september | Frankrijk | Parijs Cup | Bois de Boulogne | Jean-Pierre Wimille | Bugatti      | Verslag |

1894 · 1895 · 1896 · 1897 · 1898 · 1899 · 1900 · 1901 · 1902 · 1903 · 1904 · 1905 · 1906 · 1907 · 1908 · 1909 · 1910 · 1911 · 1912 · 1913 · 1914 · 1915 · 1916 · Eerste Wereldoorlog · 1919 · 1920 · 1921 · 1922 · 1923 · 1924 · 1925 · 1926 · 1927 · 1928 · 1929 · 1930 · 1931 · 1932 · 1933 · 1934 · 1935 · 1936 · 1937 · 1938 · 1939 · 1940-1945 (Tweede Wereldoorlog) · 1946 · 1947 · 1948 · 1949 
 Lijst van Grand Prix-wedstrijden voor 1950